# Mecaphesa damnosa
Mecaphesa damnosa is een spinnensoort in de taxonomische indeling van de krabspinnen (Thomisidae).
Het dier behoort tot het geslacht Mecaphesa. De wetenschappelijke naam van de soort werd voor het eerst geldig gepubliceerd in 1880 door Eugen von Keyserling.